# Complot de Garraf
El complot de Garraf fue un intento de regicidio del rey de España Alfonso XIII que fue realizado por independentistas catalanes en Barcelona en junio de 1925.

## Historia
El 6 de mayo se anunció el viaje del rey Alfonso XIII a Cataluña. La organización clandestina La Bandera Negra, dependiente de Estat Català decidió que el monarca, que había aprobado la quiebra del orden constitucional y la instauración de la dictadura del general Primo de Rivera, el cual había reprimido al catalanismo y prohibido el uso de los símbolos catalanes, debía ser asesinado. La visita estaba prevista para el 26 de dicho mes y Bandera Negra planeó inicialmente hacer explotar una bomba al paso del tren real. A la reunión en la que se tomó esta decisión asistieron Miquel Badia, Marcelino Perelló, Jaime Julià, Francisco Ferrer, Emilio Granier-Barrera, Ramón Xammar, Santiago Balius y José Garriga. A pesar de que fueron miembros de Estat Català los que organizaron la conspiración, la idea partió inicialmente de un grupo de militantes radicales, el Grup dels Set ("Grupo de los Siete") de la organización clandestina de Acció Catalana, la Societat d'Estudis Militars, del que formaban parte Enrique Fontbernat, Abelard Tona, Miguel Ferrer, Antonio Arguelaguet, Ramón Saguers y Ramón Fabregat.
El plan inicial consistía en poner una bomba en un túnel cercano a la capital catalana. El único próximo a Barcelona era el túnel entre Garraf y Sitges. El día 23 tuvo lugar el primer intento de colocar la bomba, en el que participaron los ya citados Perelló, Julià, Ferrer y Garriga, junto con Jaume Compte y Deogracias Civit. Sin embargo, el intento fue fallido, puesto que al llegar al lugar elegido se encontraron con que carecían de las herramientas adecuadas para levantar el balasto de la vía y poder colocar el artefacto explosivo, por lo que escondieron la bomba entre la vegetación situada junto a la vía para volver al día siguiente. El 24 el plan volvió a fallar, esta vez porque los conspiradores perdieron el tren en Barcelona y no pudieron llegar a Garraf, lo que originó una modificación del plan. La bomba se colocaría ahora en uno de los respiraderos del túnel, pero el nuevo plan volvería a modificarse de nuevo. Cuando el 25 los conspiradores se dirigieron a Garraf para colocar el artefacto explosivo, la masiva presencia de la Guardia Civil les impidió llevar a cabo sus designios por lo que el 26 decidieron atentar contra el monarca en Barcelona, cuando pasase por las Ramblas camino de la función de gala en el Liceo, el día 29. Los conspiradores creían que en la confusión que siguiera al asesinato del rey, los militares llevarían a cabo múltiples actos de violencia represiva contra la población barcelonesa, lo que produciría un efecto de reacción popular que permitiría a los escamots de Estat Català apoderarse de los edificios más significativos y proclamar la República Catalana. 
Este nuevo intento resultó de nuevo un fracaso. Para la acción fue designado Jaime Julià, el cual no compareció a la hora prevista. Después se supo que el padre de Julià descubrió el asunto y le impidió participar (Julià tenía veinte años). En estas condiciones fue designado un sustituto, que según algunas fuentes fue Miguel Ferrer, del Grup dels Set, y según otros Jaime Miravitlles (escamot de Estat Català). En cualquier caso, el comando, armado con pistolas, que transportaba la bomba camuflada dentro un ramo de flores, no consiguió realizar la operación debido a la fuerte vigilancia policial.
Tras este nuevo fracaso, aún cabía la posibilidad de retomar el plan inicial y hacer estallar la bomba cuando el rey saliera de Barcelona y pasara de nuevo por el túnel de Garraf. Cuatro miembros de La Bandera Negra y dos integrantes del Grup dels Set acudieron el 6 de junio a Garraf para reconocer el terreno. Sin embargo, la presencia de un infiltrado en la conspiración, Juan Terrés, sobrenombre de José Talavera, hizo que la policía les estuviera esperando en la estación. Resultaron detenidos Jaime Compte, Miquel Badia, Deogracias Civit, Emilio Granier, Jaime Balius, Marcelino Perelló, Ramón Fabregat, Antonio Argelaguet, Jaime Julià, José Garriga, Francisco Ferrer, Pedro Manén, Narciso Compte, Antonio Guillamet, Jaime Balius, Ramón Xamar, José Papasseit, Vicente Colominas, Antón Macià, Jaime Macià, Jaime Pons, Luis Tort, Jaime Pallàs, José Marfany, José M. Planas, José Folch, Ramón Peypoch y Mateo Sust.

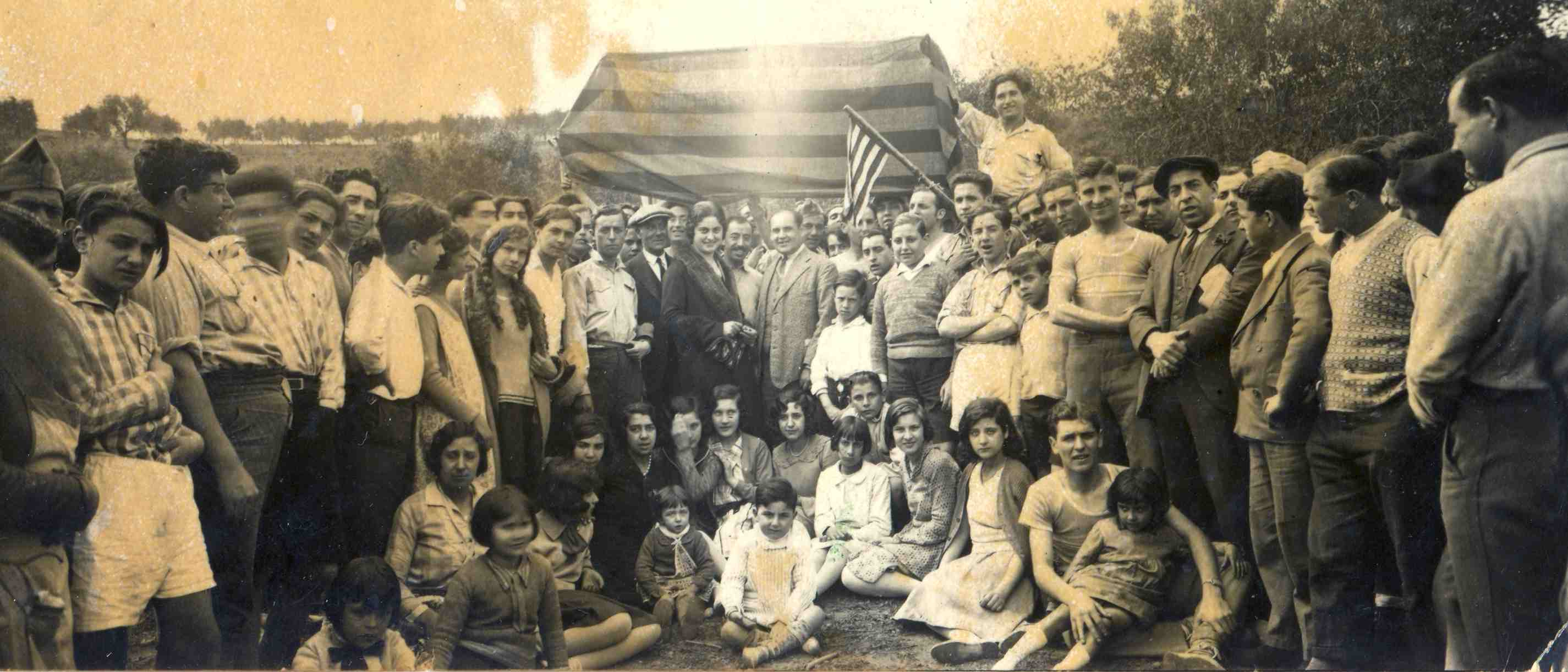
Uno de los actos festivos por la liberación de Marcelino Perelló, el 1 de abril de 1930. El propio Perelló aparece en el centro de la fotografía, junto con su prometida Edelmira Valls.

La policía acusó a Estat Català de estar detrás del complot, y la dictadura comenzó la represión contra el catalanismo, arrestando a numerosos miembros no solo de Estat Català, sino también de Acció Catalana y Unió Catalanista.
En julio de 1925 fueran llevados a juicio Jaime Compte, Marcelino Perelló, Jaime Julià, Miguel Badia, Deogràcies Civit, Francisco Ferrer, José Garriga, Emilio Granier, Ramón Fabregat y Antonio Arguelaguet. Estos tres últimos fueron puestos en libertad bajo fianza y huyeron. El procedimiento judicial quedó en manos de militares, que fueron acusados de no respetar el procedimiento legal, de torturar a los detenidos y de irregularidades y contradicciones en el sumario. Finalmente, Jaume Compte fue acusado de ser el jefe del grupo y condenado a la pena de muerte mediante garrote vil, al igual que junto con Perelló, Julià y Garriga. Sus penas les fueron conmutadas por la de cadena perpetua. Badia, Civit y Ferrer fueron condenados a 12 años de prisión. Todos los encarcelados fueron amnistiados al terminar la dictadura de Primo de Rivera, en 1930.